# Elizabeth Ferard
Elizabeth Catherine Ferard, född 1825, död 1883, var en engelsk diakonissa. Hon grundade 1861 North London Deaconess Institution, vilket var Englands första diakonissanstalt, och utsågs 1862 till Engelska kyrkans första diakonissa.